# M35 (грузовик)
M35 — среднетоннажный грузовой автомобиль, первоначально использовавшийся армией США и впоследствии эксплуатировавшийся во многих странах мира. Со временем серия M35 превратилась в семейство специализированных транспортных средств. Прозвище «Два с половиной» автомобиль унаследовал от более старого 2-тонного грузовика — GMC CCKW времён Второй мировой войны.
M35 был разработан в 1949 году компанией REO Motor Car Company. Базовая модель рассчитана на перевозку 2300 кг грузов по бездорожью или 4500 кг грузов по дорогам общего пользования. Министерство транспорта США считало M35 среднетоннажными военными грузовыми автомобилями.

## История
Семейство M35 было представлено в 1950 году. M35 быстро стал доминирующим грузовиком в своём классе в вооружённых силах США, служа во всех службах на различных должностях. В течение короткого периода времени M35 называли «Нетерпеливым бобром» в армии США из-за его способности преодолевать броды. Но название так и не стало популярным и было забыто в течение нескольких лет. 
На смену серии M35 должны были прийти автомобили серии FMTV. Тем не менее, многие подразделения Национальной гвардии и резерва США продолжали эксплуатировать M35 по мере постепенного ввода в эксплуатацию нового семейства машин. Серия M35 эксплуатировалась Соединёнными Штатами в Ираке во время операции «Иракская свобода». Известно, что автомобили серии M35 обслуживались подразделениями Национальной гвардии ещё в середине 2000-х годов. 
В 1982 году канадская армия приняла на вооружение лицензионные версии M35 (и вариант M36), выпущенные в Канаде компанией Bombardier. По состоянию на 2020 год грузовики, получившие индекс MLVW (Medium Logistics Vehicle, Wheeled), всё ещё находились в эксплуатации, хотя ограниченные поставки запасных частей вынудили менеджеров автопарка отнять у выбранных доноров. Канадские автомобили имеют жёсткую крышу кабины, регулируемое сиденье водителя, автоматическую трансмиссию Allison MT-643, дизельный двигатель Detroit Diesel объёмом 8,2 л, шесть колёс вместо девяти (использование одинарных колёс на тандемных задних осях вместо сдвоенных колёс) и эфирный стартер для зимних операций. В 2002 году оригинальные диагональные шины размером 11.00X20 на колёсах с разъёмными кольцами были позже заменены на радиальные шины Michelin на колёсах с болтовым соединением из-за проблем с безопасностью. Канада изучала возможность замены в рамках проекта Medium Support Vehicle System Project, и было выбрано транспортное средство Renault Kerax. Первоначально автомобили M35 не были развёрнуты в составе канадских вооружённых сил в Афганистане из-за отсутствия у них бронезащиты. Впоследствии был разработан комплект брони, что привело к ограниченному развёртыванию автомобилей. 

## Массогабаритные характеристики
| Модель                                                      | Длина   | Ширина  | Высота  | Снаряжённая масса |
| ----------------------------------------------------------- | ------- | ------- | ------- | ----------------- |
| M34 Cargo LWB, одинарный тандем                             | 6630 мм | 2480 мм | 2640 мм | 5352 кг           |
| M35A3C Cargo Бортовой, LWB                                  | 6710 мм | 2480 мм | 2850 мм | 6692 кг           |
| M36A3 Cargo XLWB                                            | 8360 мм | 2440 мм | 3150 мм | 6937 кг           |
| M44 Chassis, LWB Колёсная база 178 дюймов, одинарный тандем | 6710 мм | 2480 мм | 2460 мм |                   |
| M45 Chassis, LWB Колёсная база 178 дюймов, двойной тандем   | 6710 мм | 2480 мм | 2460 мм |                   |
| M46 Chassis, XLWB Колёсная база 214 дюймов                  | 8360 мм | 2480 мм | 2460 мм |                   |
| M47 Dump SWB, одинарный тандем                              | 5960 мм | 2430 мм | 2640 мм | 5995 кг           |
| M48 Semi-tractor LWB                                        | 6130 мм | 2430 мм | 2460 мм | 5371 кг           |
| M49A2C Tank Топливозаправщик, LWB                           | 6680 мм | 2440 мм | 2580 мм | 6510 кг           |
| M50A3 Tank Водовоз, LWB                                     | 6680 мм | 2440 мм | 2580 мм | 6642 кг           |
| M59 Dump SWB                                                | 6020 мм | 2440 мм | 2680 мм | 6378 кг           |
| M60 Wrecker LWB                                             | 7700 мм | 2440 мм | 2680 мм | 10869 кг          |
| M108 Crane LWB                                              | 7700 мм | 2440 мм | 2680 мм | 8974 кг           |
| M109A3 Van Техпомощь, LWB                                   | 6810 мм | 2440 мм | 3320 мм | 6937 кг           |
| M275A2 Semi-tractor, SWB                                    | 5790 мм | 2370 мм | 2580 мм | 5504 кг           |
| M292A5 Van Expansible, XLWB                                 | 8780 мм | 2390 мм | 3370 мм | 9081 кг           |
| M342A2 Dump LWB                                             | 6600 мм | 2440 мм | 2670 мм | 6925 кг           |
| M387 Launcher Ракетовоз, LWB, одинарный тандем              | 6680 мм | 2390 мм | 2950 мм |                   |
| M398 Launcher Ракетовоз, LWB                                | 6680 мм | 2390 мм | 2950 мм |                   |
| M756A2 Maintenance Строительство трубопроводов, LWB         | 7260 мм | 2440 мм | 2870 мм | 9352 кг           |
| M764 Earth boring и pole-setting, LWB                       | 7450 мм | 2440 мм | 2770 мм | 9352 кг           |
| Class 530B Пожарный автомобиль, LWB                         | 6910 мм | 2440 мм | 2790 мм |                   |

## Галерея
- M211 справа от M35
- AM General M35A2 с лебёдкой и камуфляжным тентом для груза
- Bombardier MLVW — лицензионная версия M35, с гаубицей C3 на буксире
- Пожарный автомобиль 530B авиабазы ВВС США
- M109A3
- Ган-трак Eve of Destruction на базе M54
- Пожарный автомобиль M35

## Операторы
- Аргентина
- Австрия
- Боливия
- Бразилия
- Камбоджа
- Канада
- Чад
- Чили
- Колумбия
- Демократическая Республика Конго
- Дания
- Джибути
- Доминиканская Республика
- Эквадор
- Египет
- Сальвадор
- Фиджи
- Грузия
- Греция
- Гватемала
- Гондурас
- Индонезия
- Иран
- Израиль
- Иордания
- Лаос
- Ливан
- Либерия
- Мексика
- Марокко
- Никарагуа
- Норвегия
- Молдова
- Пакистан
- Панама
- Филиппины
- Португалия
- Южная Корея (К-511, К-511А1)
- Саудовская Аравия
- Судан
- Швеция
- Тайвань
- Таиланд
- Тунис
- Турция
- США
- Венесуэла
- Вьетнам